# Dieter Jungmichel
Dieter Jungmichel (* 11. Juli 1931 in Taucha; † 18. Oktober 2021) war ein deutscher Orthopäde und von 1972 bis 1998 Chefarzt des Waldkrankenhauses in Bad Düben.

## Leben
Jungmichel absolvierte das Abitur und eine Lehre als Buchdrucker. Von 1951 bis 1956 studierte er Medizin an der Universität Leipzig. 1963 wurde er Facharzt für Orthopädie und im gleichen Jahr unter der Leitung von Peter Uibe erster Oberarzt an der Städtischen Klinik für Orthopädie und Rehabilitation in Leipzig. 1972 trat er die Stelle als Chefarzt der orthopädischen Abteilung des Waldkrankenhauses Bad Düben an. Aus der ehemaligen Lungenheilstätte entstand 1975 das Fachkrankenhaus für Orthopädie, welches in den folgenden Jahren unter seiner Leitung nationale und internationale Bedeutung erlangte. Etwa 2800 Leistungssportler, darunter über 100 Weltmeister und Olympiasieger haben sich hier behandeln lassen. Auch der Neubau der Klinik am Kurpark von 1995 als Fachkrankenhaus für Orthopädie fällt in Jungmichels Zeit. Er veröffentlichte mehr als 70 Arbeiten in Zeitschriften und Büchern.

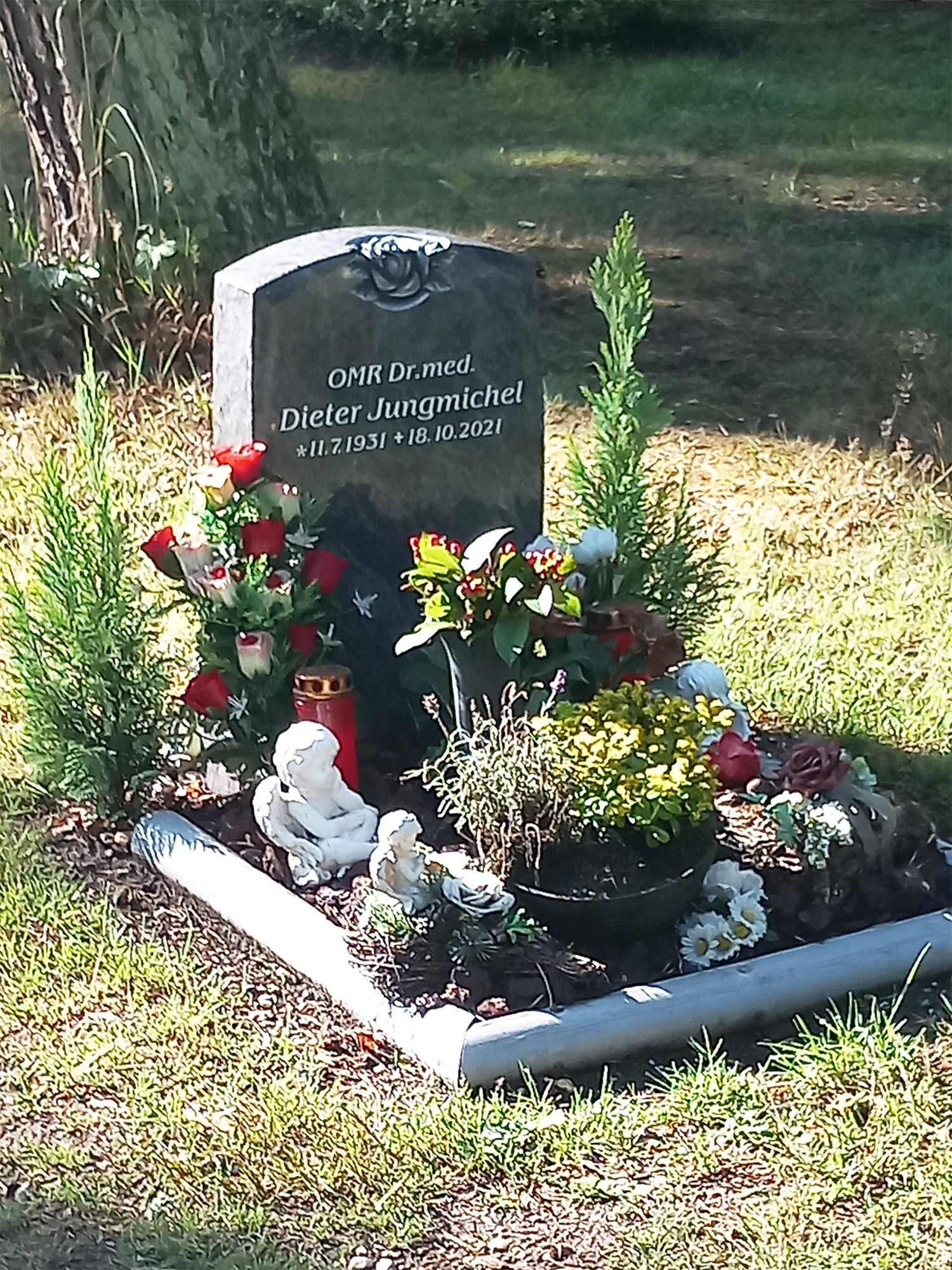
Sein Grab auf dem Bad Dübener Waldfriedhof (2023)

Dieter Jungmichel war mit Ursula Polter verheiratet. Das Ehepaar hatte zwei Töchter. Mit 67 Jahren ging Dieter Jungmichel 1998 in Pension. Er starb 90-jährig und wurde auf dem Waldfriedhof von Bad Düben beigesetzt.
Jungmichel war Träger des Vaterländischen Verdienstordens.